# Nesticidae
Famille
Les Nesticidae sont une famille d'araignées aranéomorphes.

## Distribution

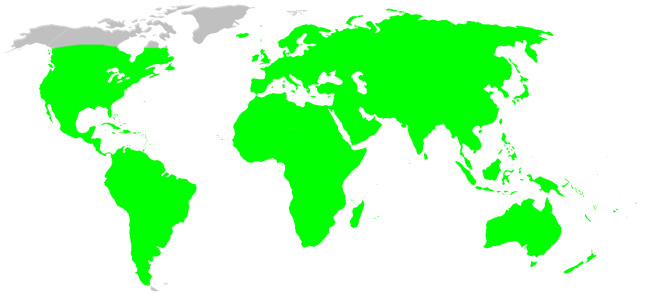
Distribution

Les espèces de cette famille se rencontrent sur presque toutes les terres émergées sauf aux pôles.

## Description

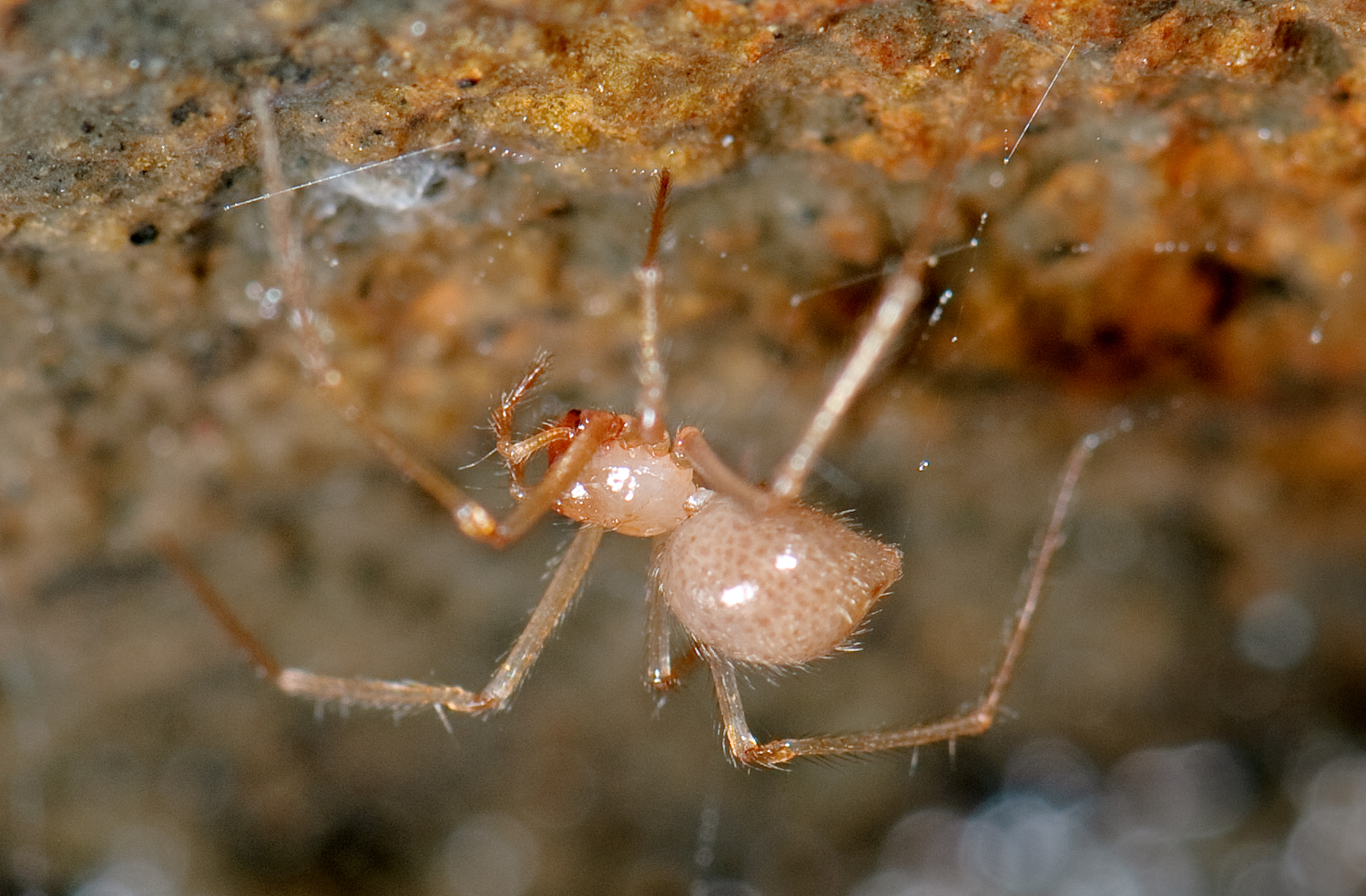
Eidmannella pallida

Cette famille est très voisine des Theridiidae, s'en distinguant notamment par la structure des pattes-mâchoires chez les mâles. Lesdites pattes-mâchoires ont un paracymbium fort développé et le bulbe présente des apophyses. Ces araignées aiment les endroits humides.

## Paléontologie
Cette famille est connue depuis le Paléogène.

## Liste des genres
Selon World Spider Catalog (version 24.5, 13/08/2023) :
- Aituaria Esyunin & Efimik, 1998
- Canarionesticus Wunderlich, 1992
- Carpathonesticus Lehtinen & Saaristo, 1980
- Cyclocarcina Kishida, 1942
- Daginesticus Fomichev, Ballarin & Marusik, 2022
- Domitius Ribera, 2018
- Eidmannella Roewer, 1935
- Howaia Lehtinen & Saaristo, 1980
- Kryptonesticus Pavlek & Ribera, 2017
- Nesticella Lehtinen & Saaristo, 1980
- Nesticus Thorell, 1869
- Pseudonesticus Liu & Li, 2013
- Sacarum Esyunin & Efimik, 2022
- Speleoticus Ballarin & Li, 2016
- Typhlonesticus Kulczyński, 1914
- Wraios Ballarin & Li, 2015

Selon World Spider Catalog (version 23.5, 2023) :
- † Balticonesticus Wunderlich, 1986
- † Eopopino Petrunkevitch, 1942
- † Heteronesticus Wunderlich, 1986
- † Hispanonesticus Wunderlich, 1986

## Systématique et taxinomie
Cette famille a été décrite par Simon en 1894 comme une tribu des Argiopidae.
Cette famille rassemble 288 espèces dans 16 genres actuels.

## Publication originale
- Simon, 1894 : Histoire naturelle des araignées. Paris, vol. 1, p. 489-760 (texte intégral).